# Manbuta belus
Manbuta belus là một loài bướm đêm trong họ Erebidae.